# Lenguas vóticas
Las lenguas vóticas son una rama filogenética de las lenguas chibchas habladas en Costa Rica y Nicaragua. Las cuatro lenguas conocidas de esta familia son:
- Rama en Nicaragua sudoriental, actualmente en peligro de extinción
- Voto hablada anteriormente en Costa Rica, actualmente extinguida
- Guatuso hablado en el centro y norte de Costa Rica, actualmente en peligro de extinción
- Corobicí hablado anteriormente en el noroeste de Costa Rica, actualmente extinto.

## Comparación léxica
Los numerales en las diversas lenguas vóticas son:
| GLOSA | Rama       | Guatuso             | PROTO- VÓTICO |
| ----- | ---------- | ------------------- | ------------- |
| '1'   | saimiŋ     | anaː-katʃumaː       |               |
| '2'   | puksak     | pauŋka              | *pau-k-       |
| '3'   | pansak     | poiːkiriː           | *poi-         |
| '4'   | kuŋkuŋbi   | pakeːkiriː          | *pake-        |
| '5'   | kʷikistar  | oːtiŋ               |               |
| '6'   | 5 uruksu 1 | 5 1                 | *5+1          |
| '7'   | 5 uruksu 2 | 5 2                 | *5+2          |
| '8'   | 5 uruksu 3 | 5 3                 | *5+3          |
| '9'   | 5 uruksu 4 | 5 4                 | *5+4          |
| '10'  | 5 uruksu 5 | pakeːnepakeːne kuiŋ |               |